# Hà Văn Tấn
Hà Văn Tấn (Nghi Xuân, Hà Tinh, 16 de agosto de 1937) é um historiador e  arqueólogo Vietnamita. Ele é professor na Universidade Nacional de Hanói.